# Phasia sensua
Phasia sensua là một loài ruồi trong họ Tachinidae.